# Kumbhraj
Kumbhraj é uma cidade e uma nagar panchayat no distrito de Guna, no estado indiano de Madhya Pradesh.

## Geografia
Kumbhraj está localizada a 24° 22′ N, 77° 03′ L. Tem uma altitude média de 419 metros (1374 pés).

## Demografia
Segundo o censo de 2001, Kumbhraj tinha uma população de 13 999 habitantes. Os indivíduos do sexo masculino constituem 52% da população e os do sexo feminino 48%. Kumbhraj tem uma taxa de literacia de 57%, inferior à média nacional de 59,5%: a literacia no sexo masculino é de 67% e no sexo feminino é de 45%. Em Kumbhraj, 18% da população está abaixo dos 6 anos de idade.